# 밀양영화고등학교
밀양영화고등학교는 2017년에 개교하였으며 방과후교육비, 체험활동비 전액 무료, 최첨단 촬영 기자재 및 교육시설 확보된 실습 위주의 공립 기숙형 영화 연기 중점 예술고등학교이다.

## 연혁
- 2017년 3월 1일: 개교